# Platja d'Estaño
La Platja d'Estaño, se situa en el concejo de Gijón, Astúries. Forma part de la Costa Central asturiana, sent una de les poques del concejo de Gijón que presenta proteccón mediambiental per ser LIC.

## Descripció
Es tracta d'una platja en forma de petxina, que presenta grava, roques i fina sorra daurada, i a la part submergida, la presència de roques fa necessària tenir precaució a l'hora del bany.
Com característica más destacada cal hacer referència a l'existència d'una enorme, roca en mig de la platja, encara que molt a prop de la vora de la platja, el que fa veyre communa divisió d'aquesta en dues parts. Quan puja la marea el ementan penyal apareix como una xicotete illa.
Respecte als serveis que ofereix, malgrat que no disposa de lavabos, sí que té dutxes, papereres i servei de neteja, així com telèfons públics i senyalització de perill. A més, en temporada d'estiu ofereix auxili i salvament. També té accés per minusvàlids.